# Центар за културу Костолац
Центар за културу Костолац у Костолцу је јавна установа културе, основана 2012. године од стране Скупштина Градске општине Костолац. Установа обухвата културу, спорт, туризам и музејску делатност. 
Центар за културу Костолац као јавна установа, добила је подршку Градске општине Костолац да може да преузме бригу и о спортским објектима и од 2016. године прераста у Културно-спортски центар Костолац. Новој установи на управљање су предати: Топољар, Дом омладине, спортска хала и фудбалски стадион у Костолцу. На овај начин Културно-спортски центар Костолац добио је још већа овлашћења, чиме му се даје могућност да његов рад буде још потпунији и садржајнији.

## Делатност Центра за културу
Културно-спортски центар је реализовао велики број пројеката, чији је циљ богаћење и очување културне садржине. Само у 2016. години одиграно је тридесет позоришних представа. Поред аматерских позоришта, културну сцену Костолца употпунили су и професионална позоришта и врхунски балетски играчи Народног позоришта из Београда.
Организован је укупно 21 концерт, од познатих састава, преко свих културно-уметничких фолклорих ансамбала Градске општине Костолац, музичке школе, балетског студија до музичког спектакла који је направљен у новогодишњој ноћи.
Приказиване су пројекције најновијих филмских остварења, организовано више позоришних смотри, ликовних колонија, књижевних и трибинских сусрета, а због разноврсности своје делатности успешно је реализован фото сафари „Фоткај и уживај” и „Фестивал цвећа и хортикултуре”.
Као и годинама уназад, Центар се залаже за неговање, развој и афирмацију аматерских уметничких делатности. Врло успешну сарадњу успостављена је са културним и уметничким удружењима и ствараоцима и на тај начин је створена разнолика културна понуда. Осим са удружењима, изузетна сарадња је успостављена и са образовним  установама. Новембарски дани културе, сваке године од оснивања Центра у Костолцу, показују се као круна добре сарадње са Културно-просветном заједницом Пожаревца.
Није запостављен ни спорт, као веома битан сегмент живота, с тога је Културно-спортски центар преузео на себе организацију турнира и различитих видова надметања у великом броју спортских дисциплина.